# Bologna Football Club 1909 2014-2015
Questa voce raccoglie le informazioni riguardanti il Bologna Football Club 1909 nelle competizioni ufficiali della stagione 2014-2015.

## Stagione
La stagione incomincia ufficialmente il giorno 17 luglio 2014, con il ritrovo dei giocatori e dell'allenatore Diego López al centro tecnico di Casteldebole. Mancano quel giorno i nazionali impegnati ai Mondiali in Brasile, ovvero Panagiōtīs Kone e Diego Pérez. La stagione inizia con il secondo turno di Coppa Italia, dove però il Bologna viene subito eliminato in casa dall'Aquila per due reti a uno.
La prima parte del campionato è condizionata soprattutto dalle vicende societarie: dopo un interessamento da parte di una cordata americana composta da Joe Tacopina, ex-vicepresidente della Roma, e Joey Saputo, presidente della squadra canadese Impact de Montréal, il 25 settembre con una nota sul sito internet della società rossoblù si afferma che l'ex-presidente del Bologna e fondatore della Segafredo Massimo Zanetti ha acquistato le quote di maggioranza del club. Il presidente Albano Guaraldi resterà presidente del Bologna fino a fine stagione. Questa ipotesi è stata poi smentita dalla decisione presa nell'ultimo Consiglio di Amministrazione dell'8 ottobre nel quale è stato votato a maggioranza di cedere la società alla cordata americana. Il 15 ottobre Joe Tacopina diventa ufficialmente il terzo presidente straniero nella storia del Bologna.
Nelle prime quattro giornate di campionato il Bologna racimola solo 4 punti, ma dalla gara contro la Ternana i rossoblù iniziano una serie di sette risultati utili che li proiettano tra le prime posizioni della classifica. Dopo la sconfitta subita negli ultimi minuti a Livorno, inizia una fase calante della squadra, che su otto partite ne vincerà solo una, contro il Bari. Quattro vittorie fra dicembre e gennaio riportano il Bologna a quel secondo posto che, se mantenuto fino alla fine, assicurerebbe la promozione diretta in Serie A; le cose, tuttavia, vanno diversamente: nonostante i numerosi acquisti operati dalla nuova dirigenza, la squadra colleziona una deludente serie di pareggi e si fa prima raggiungere e poi superare dal Frosinone che, vincendo lo scontro diretto, si assicura il secondo posto dietro il Carpi. Nemmeno l'esonero di Diego López, avvicendato in panchina da Delio Rossi, sortisce gli effetti sperati e il Bologna conclude la stagione al quarto posto dietro al Vicenza, qualificandosi comunque per i play off. La prima avversaria del torneo è l'Avellino: all'andata il Bologna vince 1-0 fuori casa e passa il turno nonostante la sconfitta per 3-2 nella gara di ritorno, a parità di differenza reti vale il migliore piazzamento in campionato. In finale incontra il Pescara, che ha eliminato il Vicenza, e grazie a due pareggi i rossoblù vincono i play off e conquistano la promozione in serie A.

## Divise e sponsor
Per il quattordicesimo anno consecutivo lo sponsor tecnico per la stagione 2014-2015 è Macron, mentre lo sponsor ufficiale è la NGM.
La prima maglia è la classica rossoblù intervallata da righe verticali, micro traforata e realizzata con quattro tessuti differenti. Sul retro del collo si trova la scritta ricamata Bologna FC mentre all'altezza del cuore è posizionato lo stemma del club. Per quanto riguarda invece la maglia da trasferta, per la prima volta è caratterizzata da un effetto gessato rossoblù che intervalla verticalmente la divisa bianca. Anche in questo caso scritta dietro il collo e scudetto posizionato sul petto. Le maglie dei portieri sono nera e gialla, rispettivamente per la divisa in casa e in trasferta. La terza maglia è colorata di un rosa molto tenue, ufficialmente denominato corda-rosato, interrotto sulla spalla sinistra da una riga rossa e una blu che confinano con lo stemma del club, con il colletto a finiture in maglieria rossoblù all'interno, mentre sul retro è ricamata la scritta Bologna FC. Gli inserti rossi e blu compaiono anche sul bordo delle maniche e lungo i fianchi.
| Casa | Trasferta | Terza maglia | 1ª portiere |

## Organigramma societario
Area direttiva
- Chairman: Joey Saputo
- Presidente: Joe Tacopina
- Presidente onorario: Giuseppe Gazzoni Frascara
- Amministratore delegato: Claudio Fenucci
- Consigliere: Piergiorgio Bottai, Luca Bergamini, Claudio Fenucci, Stuart Goldfarb, Luigi Marchesini, Gianluca Piredda, Andrew Nestor, Joe Marsilii, Anthony Rizza, Joey Saputo
- Direttore Amministrazione Finanza e Controllo: Alessandro Gabrieli

Area organizzativa
- Segretario generale: Luca Befani
- Segretario Sportivo: Daniel Maurizi
- Responsabile Attività Operative: Mirco Sandoni
- Team Manager: Roberto Tassi

Area comunicazione
- Responsabile: Carlo Caliceti
- Ufficio stampa: Claudio Cioffi, Federico Frassinella

Area marketing
- Responsabile area comunicazione: Daniele Montagnani
- Area marketing: Andrea Battacchi, Federica Furlan, Simona Verdecchia Tovoli, Chiara Targa

Area tecnica
- Direttore sportivo: Pantaleo Corvino
- Allenatore: Diego López, da maggio Delio Rossi
- Allenatore in seconda: Michele Fini, da maggio Fedele Limone
- Collaboratore tecnico: Emanuele Troise
- Preparatore atletico: Francesco Bertini
- Preparatore dei portieri: Graziano Vinti

Area sanitaria
- Responsabile: Gianni Nanni
- Medici sociali: Luca Bini
- Massaggiatori: Luca Ghelli, Luca Govoni, Carmelo Sposato

### Rosa
Rosa aggiornata al 4 febbraio 2015.
| N. |                               | Ruolo | Calciatore                  |
| -- | ----------------------------- | ----- | --------------------------- |
| 1  | Macedonia del Nord (bandiera) | P     | Dejan Stojanovic            |
| 1  | Brasile (bandiera)            | P     | Angelo da Costa             |
| 2  | Grecia (bandiera)             | D     | Marios Oikonomou            |
| 3  | Italia (bandiera)             | D     | Archimede Morleo (capitano) |
| 4  | Serbia (bandiera)             | D     | Uroš Radaković              |
| 5  | Brasile (bandiera)            | C     | Matuzalém                   |
| 6  | Spagna (bandiera)             | D     | Rafael Páez                 |
| 6  | Serbia (bandiera)             | C     | Nenad Krstičić              |
| 7  | Italia (bandiera)             | A     | Riccardo Pasi               |
| 7  | Senegal (bandiera)            | D     | Ibrahima Mbaye              |
| 8  | Austria (bandiera)            | D     | György Garics               |
| 9  | Italia (bandiera)             | A     | Daniele Cacia               |
| 10 | Italia (bandiera)             | A     | Luca Giannone               |
| 10 | Italia (bandiera)             | A     | Matteo Mancosu              |
| 11 | Svezia (bandiera)             | C     | Erik Friberg                |
| 11 | Italia (bandiera)             | A     | Gianluca Sansone            |
| 12 | Italia (bandiera)             | P     | Matteo Malagoli             |
| 13 | Uruguay (bandiera)            | D     | Mathías Abero               |
| 14 | Argentina (bandiera)          | C     | Franco Zuculini             |
| 15 | Uruguay (bandiera)            | C     | Diego Pérez                 |

| N. |                          | Ruolo | Calciatore          |
| -- | ------------------------ | ----- | ------------------- |
| 16 | Italia (bandiera)        | C     | Federico Casarini   |
| 17 | Uruguay (bandiera)       | A     | Rúben Bentancourt   |
| 18 | Italia (bandiera)        | A     | Robert Acquafresca  |
| 19 | Italia (bandiera)        | C     | Gennaro Troianiello |
| 20 | Italia (bandiera)        | D     | Domenico Maietta    |
| 21 | Italia (bandiera)        | C     | Karim Laribi        |
| 22 | Italia (bandiera)        | P     | Filippo Lombardi    |
| 23 | Italia (bandiera)        | C     | Daniel Bessa        |
| 24 | Italia (bandiera)        | D     | Alex Ferrari        |
| 25 | Italia (bandiera)        | D     | Adam Masina         |
| 26 | Francia (bandiera)       | C     | Abdallah Yaisien    |
| 28 | Spagna (bandiera)        | C     | Martí Riverola      |
| 28 | Italia (bandiera)        | D     | Daniele Gastaldello |
| 29 | Liechtenstein (bandiera) | C     | Marcel Büchel       |
| 30 | Italia (bandiera)        | D     | Lorenzo Paramatti   |
| 31 | Italia (bandiera)        | C     | Michele Pazienza    |
| 32 | Italia (bandiera)        | D     | Luca Ceccarelli     |
| 33 | Italia (bandiera)        | A     | Riccardo Improta    |
| 34 | Uruguay (bandiera)       | A     | Federico Rodríguez  |
| 35 | Italia (bandiera)        | P     | Ferdinando Coppola  |

## Calciomercato

### Sessione estiva
Grazie all'arrivo di Filippo Fusco, il Bologna in estate è una delle squadre più attive di tutta la serie B. L'intenzione del neo direttore sportivo è quella di creare una squadra composta per lo più da giocatori veterani della serie B o che l'hanno già vinta: perciò arrivano Gennaro Troianiello dal Palermo, Domenico Maietta e Daniele Cacia dall'Hellas Verona e Karim Laribi dal Sassuolo. A questi si aggiungono anche giocatori esperti come Ferdinando Coppola e Matuzalém. Si decide di puntare anche sui giovani con gli acquisti a titolo definitivo di Marios Oikonomou, Lorenzo Paramatti (figlio di Michele Paramatti, ex calciatore del Bologna), Gianmarco Gerevini e Franco Zuculini, ed anche giovani in prestito come Daniel Bessa, Rafael Páez, Marcel Büchel, Riccardo Improta e Rúben Bentancourt.
I giocatori con ingaggi troppo elevati per le casse del Bologna sono i primi ad essere venduti: lasciano quindi i greci Panagiōtīs Kone e Lazaros Christodoulopoulos e i giovani in comproprietà Rene Krhin, Alessandro Capello e Frederik Sørensen, ricavando in tutto un totale di 8,8 milioni di euro. Non vengono esercitati il titolo di riscatto per Gianluca Curci, Andrea Mantovani, Diego Laxalt e Jonathan Cristaldo, che ritornano quindi alla loro squadra originaria.
| Acquisti         | Acquisti            | Acquisti        | Acquisti                                                                                       |
| R.               | Nome                | da              | Modalità                                                                                       |
| ---------------- | ------------------- | --------------- | ---------------------------------------------------------------------------------------------- |
| P                | Ferdinando Coppola  | svincolato      | definitivo                                                                                     |
| P                | Federico Agliardi   | Cesena          | fine prestito                                                                                  |
| D                | Lorenzo Paramatti   | Inter           | definitivo (1 milione €)                                                                       |
| D                | Marios Oikonomou    | Cagliari        | definitivo                                                                                     |
| D                | Luca Ceccarelli     | Cesena          | definitivo                                                                                     |
| D                | Uroš Radaković      | Novara          | fine prestito                                                                                  |
| D                | Mathías Abero       | Avellino        | fine prestito                                                                                  |
| D                | Domenico Maietta    | Verona          | definitivo                                                                                     |
| D                | Rafael Páez         | Liverpool       | prestito con diritto di riscatto                                                               |
| C                | Matuzalém           | Genoa           | definitivo                                                                                     |
| C                | Franco Zuculini     | Arsenal Sarandí | definitivo                                                                                     |
| C                | Gianmarco Gerevini  | Brescia         | definitivo                                                                                     |
| C                | Gennaro Troianiello | Palermo         | prestito                                                                                       |
| C                | Federico Casarini   | Virtus Lanciano | fine prestito                                                                                  |
| C                | Marcel Büchel       | Juventus        | prestito                                                                                       |
| C                | Karim Laribi        | Sassuolo        | prestito con diritto di opzione a favore del Bologna e di contro-opzione a favore del Sassuolo |
| C                | Luca Giannone       | Reggiana        | prestito con diritto di riscatto                                                               |
| A                | Daniele Cacia       | svincolato      | definitivo                                                                                     |
| A                | Rúben Bentancourt   | Atalanta        | prestito con diritto di riscatto e controriscatto                                              |
| A                | Riccardo Improta    | Genoa           | prestito                                                                                       |
| Altre operazioni |                     |                 |                                                                                                |
| R.               | Nome                | da              | Modalità                                                                                       |
| P                | Luca Marchignoli    | Mezzolara       | fine prestito                                                                                  |
| P                | Giacomo Venturi     | San Marino      | fine prestito                                                                                  |
| P                | Filippo Lombardi    | Bassano         | fine prestito                                                                                  |
| D                | Cesare Rickler      | Mantova         | fine prestito                                                                                  |
| D                | Kadir Caidi         | Bellaria        | fine prestito                                                                                  |
| D                | Ruben Palomeque     | Paganese        | fine prestito                                                                                  |
| D                | Alex Ferrari        | Crotone         | fine prestito                                                                                  |
| D                | Andrea Bandini      | Reggiana        | fine prestito                                                                                  |
| D                | Angelo Gregorio     | Teramo          | fine prestito                                                                                  |
| D                | Matteo Boccaccini   | Bellaria        | fine prestito                                                                                  |
| D                | Adam Masina         | Giacomense      | fine prestito                                                                                  |
| C                | Andrea Pisanu       | Prato           | fine prestito                                                                                  |
| C                | Andrea Romanò       | Prato           | fine prestito                                                                                  |
| C                | Martí Riverola      | Maiorca         | fine prestito                                                                                  |
| C                | Alessandro Marchi   | Catanzaro       | fine prestito                                                                                  |
| C                | Riccardo Casini     | Catanzaro       | fine prestito                                                                                  |
| C                | Damjan Đoković      | CFR Cluj        | fine prestito                                                                                  |
| C                | Nicola Pescatore    | Carrarese       | fine prestito                                                                                  |
| C                | Daniel Bessa        | Inter           | prestito                                                                                       |
| A                | Daniele Grandi      | Bellaria        | fine prestito                                                                                  |
| A                | Luca Veratti        | Südtirol        | fine prestito                                                                                  |
| A                | Matteo Montorsi     | Cuneo           | fine prestito                                                                                  |
| A                | Gianluca Draghetti  | San Marino      | fine prestito                                                                                  |
| A                | Manuel Gavilàn      | San Marino      | fine prestito                                                                                  |
| A                | Riccardo Pasi       | Santarcangelo   | fine prestito                                                                                  |
| A                | Abdallah Yaisien    | Trapani         | fine prestito                                                                                  |

| Cessioni         | Cessioni                   | Cessioni         | Cessioni                         |
| R.               | Nome                       | a                | Modalità                         |
| ---------------- | -------------------------- | ---------------- | -------------------------------- |
| P                | Gianluca Curci             | Roma             | fine prestito                    |
| P                | Federico Agliardi          | Cesena           | definitivo                       |
| D                | Frederik Sørensen          | Juventus         | definitivo (800.000 €)           |
| D                | Nicolò Cherubin            | Atalanta         | prestito                         |
| D                | Cesare Natali              |                  | svincolato                       |
| D                | Andrea Mantovani           | Palermo          | fine prestito                    |
| D                | Marek Čech                 |                  | svincolato                       |
| D                | Mikael Antonsson           | Copenaghen       | definitivo                       |
| D                | José Ángel Crespo          | Córdoba          | prestito                         |
| C                | Panagiōtīs Kone            | Udinese          | definitivo (4,5 milioni €)       |
| C                | Lazaros Christodoulopoulos | Verona           | definitivo (1,3 milione €)       |
| C                | Rene Krhin                 | Inter            | definitivo (1,2 milione €)       |
| C                | Francesco Della Rocca      | Palermo          | fine prestito                    |
| C                | Nico Pulzetti              | Cesena           | prestito                         |
| C                | Ibson                      | Sport Recife     | prestito                         |
| C                | Diego Laxalt               | Inter            | fine prestito                    |
| A                | Davide Moscardelli         |                  | svincolato                       |
| A                | Jonathan Cristaldo         | Metalist         | fine prestito                    |
| A                | Daniele Paponi             | Ancona           | prestito                         |
| A                | Rolando Bianchi            | Atalanta         | prestito con diritto di riscatto |
| Altre operazioni |                            |                  |                                  |
| R.               | Nome                       | a                | Modalità                         |
| P                | Giacomo Venturi            | Cremonese        | definitivo                       |
| P                | Luca Marchignoli           | Mezzolara        | ?                                |
| D                | Andrea Bandini             | Inter            | risoluzione compartecipazione    |
| D                | Cesare Rickler             | Prato            | prestito                         |
| D                | Matteo Boccaccini          | Brescia          | prestito                         |
| D                | Ruben Palomeque            | Cremonese        | prestito                         |
| D                | Marco Maini                | Ancona           | prestito                         |
| C                | Riccardo Casini            | Forlì            | definitivo                       |
| C                | Alessandro Marchi          | Cremonese        | definitivo                       |
| C                | Andrea Pisanu              | Sliema Wanderers | prestito                         |
| C                | Andrea Romanò              | Inter            | fine prestito                    |
| C                | Gianmarco Gerevini         | Ischia           | prestito                         |
| C                | Damjan Đoković             | Livorno          | prestito                         |
| A                | Luca Veratti               | SPAL             | prestito                         |
| A                | Riccardo Benatti           | Pordenone        | prestito                         |
| A                | Daniele Grandi             | Monza            | definitivo                       |
| A                | Alessandro Capello         | Cagliari         | definitivo (1 milione €)         |

### Sessione invernale (dal 05/01 al 02/02)
| Acquisti | Acquisti            | Acquisti     | Acquisti                         |
| R.       | Nome                | da           | Modalità                         |
| -------- | ------------------- | ------------ | -------------------------------- |
| P        | Angelo da Costa     | Sampdoria    | definitivo                       |
| D        | Ibrahima Mbaye      | Inter        | prestito con obbligo di riscatto |
| D        | Daniele Gastaldello | Sampdoria    | definitivo                       |
| C        | Ibson               | Sport Recife | fine prestito                    |
| C        | Nenad Krstičić      | Sampdoria    | prestito con diritto di riscatto |
| A        | Gianluca Sansone    | Sampdoria    | prestito con diritto di riscatto |
| A        | Matteo Mancosu      | Trapani      | definitivo                       |

| Cessioni | Cessioni           | Cessioni      | Cessioni                         |
| R.       | Nome               | a             | Modalità                         |
| -------- | ------------------ | ------------- | -------------------------------- |
| P        | Filippo Lombardi   | Santarcangelo | prestito                         |
| P        | Dejan Stojanovic   | Crotone       | prestito con diritto di riscatto |
| P        | Matteo Malagoli    | Mantova       | prestito                         |
| D        | Rafael Páez        | Liverpool     | fine prestito                    |
| C        | Erik Friberg       | Elfsborg      | definitivo                       |
| C        | Martí Riverola     | Altach        | prestito                         |
| C        | Abdallah Yaisien   | Arezzo        | prestito                         |
| A        | Riccardo Pasi      | Cremonese     | definitivo                       |
| A        | Luca Giannone      | Reggiana      | fine prestito                    |
| A        | Federico Rodríguez | Lugano        | svincolato                       |
| A        | Rúben Bentancourt  | Defensor      | definitivo                       |

## Risultati

### Serie B

#### Girone di andata
| Arbitro: | Gavillucci (Latina) |

|                          |           |                  |
| Verre 64’ Falcinelli 84’ | Marcatori | 88’ (rig.) Cacia |

| Arbitro: | Merchiori (Ferrara) |

|           |           |              |
| Cacia 54’ | Marcatori | 2’ Sansovini |

| Arbitro: | Candussio (Cervignano del Friuli) |

|                                |           |                                         |
| Salamon 52’ Maniero 67’ (rig.) | Marcatori | 28’ Büchel 30’ Acquafresca 37’ Casarini |

| Arbitro: | La Penna (Roma) |

|  |           |                         |
|  | Marcatori | 46’ Beleck 82’ Oduamadi |

| Arbitro: | Minelli (Varese) |

|  |           |               |
|  | Marcatori | 48’ Oikonomou |

| Arbitro: | Abbattista (Molfetta) |

|           |           |  |
| Laribi 1’ | Marcatori |  |

| Vicenza 4 ottobre 2014, ore 15:00 CEST 7ª giornata | Vicenza          | 0 – 0 referto | Bologna | Stadio Romeo Menti (8 358 spett.)\| Arbitro: \| Abisso (Palermo) \| |
| Arbitro:                                           | Abisso (Palermo) |               |         |                                                                     |

| Arbitro: | Maresca (Napoli) |

|              |           |                            |
| Sforzini 64’ | Marcatori | 13’ Oikonomou 43’ Zuculini |

| Arbitro: | Ghersini (Genova) |

|                                     |           |  |
| Abero 15’ Acquafresca 70’ Cacia 82’ | Marcatori |  |

| Modena 24 ottobre 2014, ore 21:00 CEST 10ª giornata | Modena          | 0 – 0 referto | Bologna | Stadio Alberto Braglia (11 699 spett.)\| Arbitro: \| Pasqua (Tivoli) \| |
| Arbitro:                                            | Pasqua (Tivoli) |               |         |                                                                         |

| Arbitro: | Baracani (Firenze) |

|                                |           |            |
| Terlizzi 28’ (aut.) Laribi 63’ | Marcatori | 5’ Mancosu |

| Arbitro: | Pairetto (Nichelino) |

|                                    |           |                                    |
| Vantaggiato 66’, 89’ Gălăbinov 83’ | Marcatori | 58’ (aut.) Ceccherini 74’ Zuculini |

| Bologna 8 novembre 2014, ore 15:00 CET 13ª giornata | Bologna          | 0 – 0 referto | Carpi | Stadio Renato Dall'Ara (14 996 spett.)\| Arbitro: \| Fabbri (Ravenna) \| |
| Arbitro:                                            | Fabbri (Ravenna) |               |       |                                                                          |

| Arbitro: | Di Paolo (Avezzano) |

|           |           |                                  |
| Cacia 29’ | Marcatori | 83’ And. Caracciolo 87’ Morosini |

| Arbitro: | Chiffi (Padova) |

|             |           |           |
| Piccolo 94’ | Marcatori | 47’ Cacia |

| Arbitro: | Mariani (Aprilia) |

|                   |           |  |
| Laribi 45+3’, 71’ | Marcatori |  |

| Arbitro: | Pairetto (Nichelino) |

|                     |           |                             |
| Çani 58’ Calaiò 78’ | Marcatori | 4’ Zuculini 55’ Acquafresca |

| Arbitro: | Pasqua (Tivoli) |

|                       |           |                                     |
| Bessa 49’ Maietta 85’ | Marcatori | 33’ D. Ciofani 62’ (aut.) Oikonomou |

| Arbitro: | Nasca (Bari) |

|              |           |  |
| Pozzebon 33’ | Marcatori |  |

| Arbitro: | Candussio (Cervignano del Friuli) |

|                                                |           |  |
| R. Improta 2’ A. Marconi 25’ (aut.) Laribi 47’ | Marcatori |  |

| Arbitro: | Ghersini (Genova) |

|                |           |                |
| Monachello 51’ | Marcatori | 64’, 73’ Cacia |

#### Girone di ritorno
| Arbitro: | Pezzuto (Lecce) |

|                          |           |            |
| Cacia 38’ G. Sansone 79’ | Marcatori | 85’ Taddei |

| Arbitro: | Gavillucci (Latina) |

|               |           |                                   |
| Mazzarani 41’ | Marcatori | 45’ Oikonomou 48’ (aut.) M. Russo |

| Bologna 31 gennaio 2015, ore 15:00 24ª giornata | Bologna               | 0 – 0 referto | Pescara | Stadio Renato Dall'Ara (16 179 spett.)\| Arbitro: \| Abbattista (Molfetta) \| |
| Arbitro:                                        | Abbattista (Molfetta) |               |         |                                                                               |

| Arbitro: | Pasqua (Tivoli) |

|  |           |                 |
|  | Marcatori | 24’, 53’ Laribi |

| Bologna 14 febbraio 2015, ore 15:00 26ª giornata | Bologna             | 0 – 0 | Ternana | Stadio Renato Dall'Ara (15 246 spett.)\| Arbitro: \| Merchiori (Ferrara) \| |
| Arbitro:                                         | Merchiori (Ferrara) |       |         |                                                                             |

| Arbitro: | Maresca (Napoli) |

|  |           |            |
|  | Marcatori | 41’ Laribi |

| Arbitro: | Manganiello (Pinerolo) |

|  |           |                  |
|  | Marcatori | 14’, 57’ Moretti |

| Bologna 3 marzo 2015, ore 20:45 29ª giornata | Bologna        | 0 – 0 | Latina | Stadio Renato Dall'Ara (14 127 spett.)\| Arbitro: \| Saia (Palermo) \| |
| Arbitro:                                     | Saia (Palermo) |       |        |                                                                        |

| Arbitro: | Candussio (Cervignano del Friuli) |

|           |           |                               |
| Corti 45’ | Marcatori | 60’, 65’ Cacia 82’ G. Sansone |

| Bologna 14 marzo 2015, ore 15:00 31ª giornata | Bologna      | 0 – 0 | Modena | Stadio Renato Dall'Ara (21 436 spett.)\| Arbitro: \| Nasca (Bari) \| |
| Arbitro:                                      | Nasca (Bari) |       |        |                                                                      |

| Erice 21 marzo 2015, ore 15.00 CET 32ª giornata | Trapani            | 0 – 0 referto | Bologna | Polisportivo Provinciale (6 490 spett.)\| Arbitro: \| Baracani (Firenze) \| |
| Arbitro:                                        | Baracani (Firenze) |               |         |                                                                             |

| Arbitro: | Ghersini (Genova) |

|                              |           |  |
| Oikonomou 60’ G. Sansone 78’ | Marcatori |  |

| Arbitro: | Pinzani (Empoli) |

|                                      |           |  |
| Pasciuti 37’ Di Gaudio 57’ Lollo 83’ | Marcatori |  |

| Arbitro: | Di Paolo (Avezzano) |

|              |           |                |
| H'maidat 23’ | Marcatori | 70’ G. Sansone |

| Bologna 18 aprile 2015, ore 15:00 36ª giornata | Bologna          | 0 – 0 | Spezia | Stadio Renato Dall'Ara (18 148 spett.)\| Arbitro: \| Fabbri (Ravenna) \| |
| Arbitro:                                       | Fabbri (Ravenna) |       |        |                                                                          |

| Arbitro: | Maresca (Napoli) |

|            |           |            |
| Caputo 38’ | Marcatori | 12’ Masina |

| Arbitro: | La Penna (Roma) |

|                          |           |  |
| Cacia 37’ G. Sansone 74’ | Marcatori |  |

| Arbitro: | Pinzani (Empoli) |

|                          |           |               |
| Soddimo 2’ Blanchard 15’ | Marcatori | 5’ Ceccarelli |

| Arbitro: | Gavillucci (Latina) |

|            |           |            |
| Büchel 54’ | Marcatori | 35’ Sbaffo |

| Arbitro: | Mariani (Aprilia) |

|           |           |            |
| Luppi 87’ | Marcatori | 57’ Büchel |

| Arbitro: | Baracani (Firenze) |

|           |           |  |
| Mbaye 17’ | Marcatori |  |

#### Play-off
| Arbitro: | Pasqua (Tivoli) |

|  |           |                |
|  | Marcatori | 24’ G. Sansone |

| Arbitro: | Mariani (Aprilia) |

|                           |           |                         |
| Acquafresca 19’ Cacia 51’ | Marcatori | 7’, 45’ Trotta 85’ Kone |

| Pescara 5 giugno 2015, ore 20:30 CEST Finale – Andata | Pescara             | 0 – 0 | Bologna | Stadio Adriatico (18 772 spett.)\| Arbitro: \| Gavillucci (Latina) \| |
| Arbitro:                                              | Gavillucci (Latina) |       |         |                                                                       |

| Arbitro: | Fabbri (Ravenna) |

|                |           |              |
| G. Sansone 37’ | Marcatori | 57’ Pasquato |

### Coppa Italia

#### Prima fase
| Arbitro: | Minelli (Varese) |

|              |           |                            |
| Giannone 70’ | Marcatori | 14’ R. Perna 103’ De Sousa |

## Statistiche
Statistiche aggiornate al 9 giugno 2015.

### Statistiche di squadra
| Competizione | Punti | In casa | In casa | In casa | In casa | In casa | In casa | In trasferta | In trasferta | In trasferta | In trasferta | In trasferta | In trasferta | Totale | Totale | Totale | Totale | Totale | Totale | DR  |
| Competizione | Punti | G       | V       | N       | P       | Gf      | Gs      | G            | V            | N            | P            | Gf           | Gs           | G      | V      | N      | P      | Gf     | Gs     | DR  |
| ------------ | ----- | ------- | ------- | ------- | ------- | ------- | ------- | ------------ | ------------ | ------------ | ------------ | ------------ | ------------ | ------ | ------ | ------ | ------ | ------ | ------ | --- |
| Serie B      | 68    | 21      | 9       | 9       | 3       | 23      | 12      | 21           | 8            | 8            | 5            | 26           | 23           | 42     | 17     | 17     | 8      | 49     | 35     | +14 |
| Play-off     | -     | 2       | 0       | 1       | 1       | 3       | 4       | 2            | 1            | 1            | 0            | 1            | 0            | 4      | 1      | 2      | 1      | 4      | 4      | 0   |
| Coppa Italia | -     | 1       | 0       | 0       | 1       | 1       | 2       | 0            | 0            | 0            | 0            | 0            | 0            | 1      | 0      | 0      | 1      | 1      | 2      | -1  |
| Totale       | -     | 24      | 9       | 10      | 5       | 27      | 18      | 23           | 9            | 9            | 5            | 27           | 23           | 47     | 18     | 19     | 10     | 54     | 41     | +13 |

### Andamento in campionato
| Giornata  | 1  | 2  | 3 | 4  | 5  | 6 | 7 | 8 | 9 | 10 | 11 | 12 | 13 | 14 | 15 | 16 | 17 | 18 | 19 | 20 | 21 | 22 | 23 | 24 | 25 | 26 | 27 | 28 | 29 | 30 | 31 | 32 | 33 | 34 | 35 | 36 | 37 | 38 | 39 | 40 | 41 | 42 |
| --------- | -- | -- | - | -- | -- | - | - | - | - | -- | -- | -- | -- | -- | -- | -- | -- | -- | -- | -- | -- | -- | -- | -- | -- | -- | -- | -- | -- | -- | -- | -- | -- | -- | -- | -- | -- | -- | -- | -- | -- | -- |
| Luogo     | T  | C  | T | C  | T  | C | T | T | C | T  | C  | T  | C  | C  | T  | C  | T  | C  | T  | C  | T  | C  | T  | C  | T  | C  | T  | C  | T  | T  | C  | T  | C  | T  | T  | C  | T  | C  | T  | C  | T  | C  |
| Risultato | P  | N  | V | P  | V  | V | N | V | V | N  | V  | P  | N  | P  | N  | V  | N  | N  | P  | V  | V  | V  | V  | N  | V  | N  | V  | P  | V  | N  | N  | N  | V  | P  | N  | N  | N  | V  | P  | N  | N  | V  |
| Posizione | 18 | 17 | 9 | 17 | 12 | 4 | 6 | 5 | 3 | 3  | 2  | 4  | 6  | 7  | 7  | 3  | 3  | 6  | 7  | 4  | 3  | 2  | 2  | 2  | 2  | 2  | 2  | 2  | 2  | 2  | 2  | 2  | 2  | 2  | 2  | 3  | 4  | 3  | 4  | 4  | 4  | 4  |

Fonte:  Serie B – Classifiche, su sport.sky.it, Sky Sport. URL consultato il 7 agosto 2014 (archiviato dall'url originale l'11 settembre 2014).
Legenda:

Luogo: C = Casa; T = Trasferta. Risultato: V = Vittoria; N = Pareggio; P = Sconfitta.

### Statistiche dei giocatori
| Giocatore      | Serie B  | Serie B | Serie B     | Serie B    | Play-off | Play-off | Play-off    | Play-off   | Coppa Italia | Coppa Italia | Coppa Italia | Coppa Italia | Totale   | Totale | Totale      | Totale     |
| Giocatore      | Presenze | Reti    | Ammonizioni | Espulsioni | Presenze | Reti     | Ammonizioni | Espulsioni | Presenze     | Reti         | Ammonizioni  | Espulsioni   | Presenze | Reti   | Ammonizioni | Espulsioni |
| -------------- | -------- | ------- | ----------- | ---------- | -------- | -------- | ----------- | ---------- | ------------ | ------------ | ------------ | ------------ | -------- | ------ | ----------- | ---------- |
| M. Abero       | 11       | 1       | 3           | 0          | 0        | 0        | 0           | 0          | 0            | 0            | 0            | 0            | 11       | 1      | 3           | 0          |
| R. Acquafresca | 26       | 3       | 0           | 0          | 3        | 1        | 1           | 0          | 0            | 0            | 0            | 0            | 29       | 4      | 1           | 0          |
| R. Bentancourt | 5        | 0       | 0           | 0          | 0        | 0        | 0           | 0          | 1            | 0            | 0            | 0            | 6        | 0      | 0           | 0          |
| D. Bessa       | 26       | 1       | 3           | 1          | 1        | 0        | 0           | 0          | 0            | 0            | 0            | 0            | 27       | 1      | 3           | 1          |
| M. Büchel      | 26       | 3       | 10          | 1          | 4        | 0        | 1           | 0          | 1            | 0            | 0            | 0            | 31       | 3      | 11          | 1          |
| D. Cacia       | 38       | 11      | 7           | 0          | 3        | 1        | 0           | 0          | 1            | 0            | 1            | 0            | 42       | 12     | 8           | 0          |
| F. Casarini    | 30       | 1       | 6           | 0          | 4        | 0        | 0           | 0          | 1            | 0            | 0            | 0            | 35       | 1      | 6           | 0          |
| L. Ceccarelli  | 29       | 1       | 5           | 2          | 2        | 0        | 0           | 0          | 0            | 0            | 0            | 0            | 31       | 1      | 5           | 2          |
| F. Coppola     | 30       | -22     | 1           | 1          | 0        | 0        | 0           | 0          | 1            | -2           | 0            | 0            | 31       | -24    | 1           | 1          |
| A. Da Costa    | 9        | -6      | 0           | 0          | 4        | -4       | 1           | 0          | 0            | 0            | 0            | 0            | 13       | -10    | 1           | 0          |
| A. Ferrari     | 10       | 0       | 2           | 0          | 2        | 0        | 0           | 0          | 1            | 0            | 1            | 0            | 13       | 0      | 3           | 0          |
| G. Garics      | 8        | 0       | 3           | 1          | 0        | 0        | 0           | 0          | 1            | 0            | 0            | 0            | 9        | 0      | 3           | 1          |
| D. Gastaldello | 13       | 0       | 4           | 0          | 0        | 0        | 0           | 0          | 0            | 0            | 0            | 0            | 13       | 0      | 4           | 0          |
| L. Giannone    | 8        | 0       | 1           | 0          | 0        | 0        | 0           | 0          | 1            | 1            | 0            | 0            | 9        | 1      | 1           | 0          |
| N. Krstičić    | 12       | 0       | 0           | 0          | 3        | 0        | 0           | 0          | 0            | 0            | 0            | 0            | 15       | 0      | 0           | 0          |
| R. Improta     | 16       | 1       | 1           | 0          | 0        | 0        | 0           | 0          | 0            | 0            | 0            | 0            | 16       | 1      | 1           | 0          |
| K. Laribi      | 38       | 8       | 4           | 1          | 4        | 0        | 1           | 0          | 1            | 0            | 0            | 0            | 43       | 8      | 5           | 1          |
| F. Lombardi    | 0        | 0       | 0           | 0          | 0        | 0        | 0           | 0          | 1            | 0            | 0            | 0            | 1        | 0      | 0           | 0          |
| D. Maietta     | 35       | 1       | 9           | 1          | 4        | 0        | 1           | 0          | 0            | 0            | 0            | 0            | 39       | 1      | 10          | 1          |
| M. Mancosu     | 15       | 0       | 1           | 0          | 2        | 0        | 0           | 0          | 0            | 0            | 0            | 0            | 17       | 0      | 1           | 0          |
| A. Masina      | 25       | 1       | 6           | 0          | 3        | 0        | 1           | 0          | 0            | 0            | 0            | 0            | 28       | 1      | 7           | 0          |
| Matuzalém      | 34       | 0       | 16          | 1          | 4        | 0        | 0           | 0          | 1            | 0            | 0            | 0            | 39       | 0      | 16          | 1          |
| I. Mbaye       | 8        | 1       | 3           | 0          | 3        | 0        | 2           | 1          | 0            | 0            | 0            | 0            | 11       | 1      | 5           | 1          |
| A. Morleo      | 23       | 0       | 2           | 0          | 2        | 0        | 1           | 0          | 1            | 0            | 0            | 0            | 26       | 0      | 3           | 0          |
| M. Oikonomou   | 29       | 4       | 8           | 2          | 4        | 0        | 1           | 0          | 1            | 0            | 0            | 0            | 34       | 4      | 9           | 2          |
| R. Pasi        | 6        | 0       | 1           | 0          | 0        | 0        | 0           | 0          | 1            | 0            | 0            | 0            | 7        | 0      | 1           | 0          |
| R. Páez        | 8        | 0       | 0           | 0          | 0        | 0        | 0           | 0          | 0            | 0            | 0            | 0            | 8        | 0      | 0           | 0          |
| D. Pèrez       | 2        | 0       | 0           | 0          | 0        | 0        | 0           | 0          | 0            | 0            | 0            | 0            | 2        | 0      | 0           | 0          |
| U. Radakovic   | 0        | 0       | 0           | 0          | 0        | 0        | 0           | 0          | 0            | 0            | 0            | 0            | 0        | 0      | 0           | 0          |
| G. Sansone     | 19       | 5       | 5           | 1          | 4        | 2        | 1           | 0          | 0            | 0            | 0            | 0            | 23       | 7      | 6           | 1          |
| N. Scalini     | 1        | 0       | 0           | 0          | 0        | 0        | 0           | 0          | 0            | 0            | 0            | 0            | 1        | 0      | 0           | 0          |
| D. Stojanović  | 5        | -7      | 0           | 0          | 0        | 0        | 0           | 0          | 0            | 0            | 0            | 0            | 5        | -7     | 0           | 0          |
| G. Troianiello | 10       | 0       | 1           | 1          | 0        | 0        | 0           | 0          | 1            | 0            | 0            | 0            | 11       | 0      | 1           | 1          |
| A. Yaisien     | 0        | 0       | 0           | 0          | 0        | 0        | 0           | 0          | 0            | 0            | 0            | 0            | 0        | 0      | 0           | 0          |
| F. Zuculini    | 28       | 3       | 8           | 1          | 0        | 0        | 0           | 0          | 0            | 0            | 0            | 0            | 28       | 3      | 8           | 1          |

## Giovanili

### Organigramma
Area direttiva
- Responsabile: Daniele Corazza
- Segretario settore giovanile: Sonia Stagni, Tommaso Fini

Area tecnica - Primavera
- Allenatore: Leonardo Colucci
- Collaboratore tecnico: Fabio Lepri
- Preparatore atletico: Stefano Pasquali

Area tecnica - Allievi Nazionali
- Allenatore: Paolo Magnani
- Collaboratore tecnico: Francesco Morara
- Preparatore atletico: Raffaele Gagliardo

Area tecnica - Allievi I e II Divisione
- Allenatore: Danilo Collina
- Collaboratore tecnico: Francesco Satta

Area tecnica - Giovanissimi Nazionali
- Allenatore: Gianluca Pagliuca
- Preparatore atletico: Mattia Bigi

Area tecnica - Giovanissimi Professionisti
- Allenatore: Davide Cioni
- Collaboratore tecnico: Christian Zucchini

### Piazzamenti
- Primavera:
  - Campionato: 9º nel girone A
  - Coppa Italia: Ottavi di finale
  - Torneo di Viareggio: Ultimo posto nel girone 6
- Allievi Nazionali: 9º nel girone B
- Allievi Lega Pro: 10º nel girone C
- Giovanissimi Nazionali: 4º nel girone E
- Giovanissimi Professionisti: 5º nel girone unico